# タルコット (ウェストバージニア州)

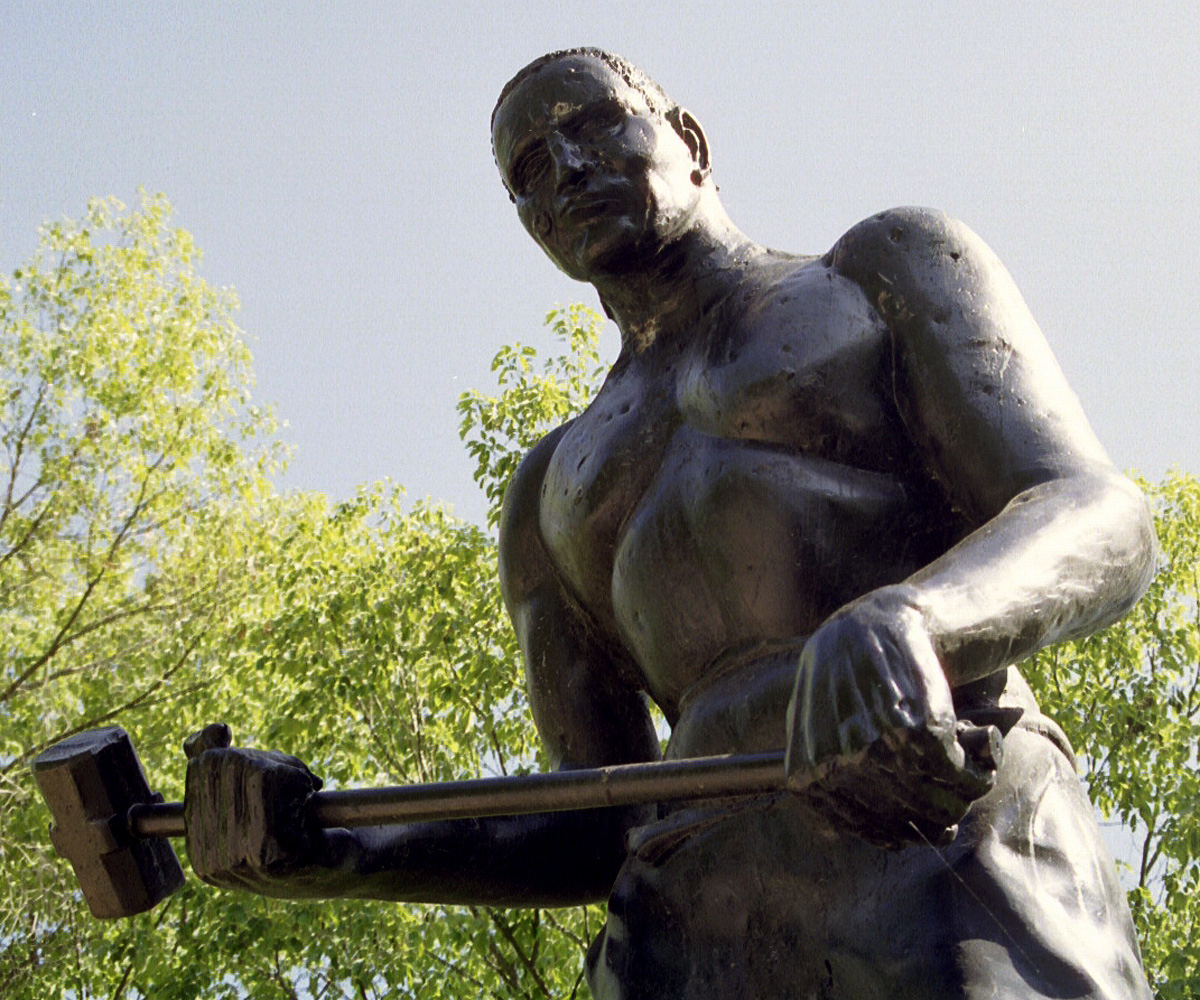
ウェストバージニア州サマーズ郡タルコットの町外れにあるジョン・ヘンリーの像。

タルコット (Talcott)、別名でロリンズバーグ (Rolinsburgh) ないしローリンズバーグ (Rollinsburg) は、アメリカ合衆国のウェストバージニア州サマーズ郡にある非法人地域。
ウェストバージニア州道3号線とグリーンブリア川に沿った位置、サマーズ郡の郡庁所在地であるヒントンの東側にある。標高は、465 m（1,526フィート）で、おおよその座標は 北緯37度39分2秒 西経80度45分4秒 / 北緯37.65056度 西経80.75111度座標: 北緯37度39分2秒 西経80度45分4秒 / 北緯37.65056度 西経80.75111度 (37.6506762, -80.7511921) である。
非法人地域でありながら、当地には郵便局があり、ZIPコードも 24981 が付与されている。

## 歴史
タルコットという名は、チェサピーク・アンド・オハイオ鉄道の土木技術者(en:Civil engineer)で、ビッグ・ベンド・トンネル (Big Bend Tunnel) の建設責任者であったタルコット大尉 (Capt. Talcott) に因んだものである。

### ジョン・ヘンリー伝説
当地には、ここがジョン・ヘンリー伝説の発祥の地であると信じている住民が多くいることが知られている。ヘンリーは、19世紀のアフリカ系アメリカ人の鉄道建設に従事した労働者で、蒸気機関を動力とする削岩機と競争して勝利を収めたものの、それが元で命を落としたと伝えられている。歴史家のルイス・チャペル (Louis Chappell) は、1920年代にタルコットを訪れ、かつてヘンリーと一緒にタルコットを通るチェサピーク・アンド・オハイオ鉄道のビッグ・ベンド・トンネルの建設に従事したと称する労働者たちから話を聞いた。ヘンリーと一緒に働いたという当時生存していた労働者たちの話は、ヘンリーが実在していたことを裏付けたが、伝説のもう一つの側面である機械との競争については、チャペルがおこなった聞き取り調査では確認も否定もできなかった。
ヒルサイド＝タルコット・ルーリタン・クラブ (The Hilldale-Talcott Ruritan Club) は、この伝説を記念して1972年にヘンリーの像を建立した。タルコットは毎年7月にジョン・ヘンリー・デイズ (John Henry Days) の祭りを開催しており、有名な伝説の伝承、ダックレース、クラフトを扱うブースの出店などがおこなわれている。